# Melsbroek
Melsbroek, en français parfois Melsbroeck plus rarement Melsbrouck est une section de la commune belge de Steenokkerzeel située en Région flamande dans la province du Brabant flamand. C'était une commune à part entière avant la fusion des communes de 1977.

## Démographie

### Évolution démographique
- Sources : INS, Rem. : 1831 jusqu'en 1970 = recensements, 1976 = nombre d'habitants au 31 décembre[4].
- 1947 : décroissance à la suite de la construction de l'aéroport militaire

## Implantations importantes
- L'Aéroport militaire (AML) accolé à l'aéroport national de Zaventem[2]. C'est d'ici qu'opèrent les avions de transport de la Force aérienne belge.